# Gaius Sempronius Tuditanus (Prätor)
Gaius Sempronius Tuditanus († wohl 196 v. Chr.) entstammte der römischen Adelsfamilie der Sempronier, wurde Prätor und fiel in Kämpfen gegen aufständische spanische Völker.

## Leben
Zuerst ist Gaius Sempronius Tuditanus in den Quellen für das Jahr 198 v. Chr. als plebejischer Ädil bezeugt; dieses Amt hatte er gemeinsam mit Marcus Helvius inne. Die beiden Männer erlangten sodann 197 v. Chr. die Prätur und wurden mit dem Kampf gegen revoltierende spanische Stämme beauftragt. Diese Aufgabe sollte Helvius in Hispania ulterior und Tuditanus in Hispania citerior erfüllen. Dabei hatte Tuditanus schwere Kämpfe zu bestehen, erlitt im nächsten Jahr als Proprätor eine verheerende Niederlage gegen die Aufständischen und wurde dabei so schwer verletzt, dass er seinen Wunden erlag. Eine Datierung seines vom römischen Geschichtsschreiber Titus Livius bezeugten Pontifikates ist nicht möglich.